# خانقاه (سلماس)
خانقاه، روستایی است از توابع بخش مرکزی شهرستان سلماس استان آذربایجان غربی ایران.

## جمعیت
این روستا در دهستان زولاچای قرار داشته و بر اساس سرشماری سال 1390 جمعیت آن 212نفر (55 خانوار) 
بوده است.